# Pelor
Nell'ambientazione base di Dungeons and Dragons, Greyhawk, Pelor è la divinità del sole. È rappresentato come un uomo anziano, vestito di bianco, con una lunga chioma selvaggia e con una barba dorata. Pelor è ritenuto il creatore di molte cose buone, e spesso si erge a sostenitore di bisognosi e avversario del male. È la divinità comunemente adorata dagli umani, e i suoi chierici sono i benvenuti ovunque essi si rechino.

## Dogma
Anche se è spesso considerato un dio gentile e piacevole che allevia le sofferenze, Pelor ha anche aspetti più marziali: scaglia la sua ira sull'oscurità e sulla malvagità, rinvigorendo al contempo coloro che combattono per il bene. Pelor insegna che l'origine della vita è da ricercarsi nel sole: la sua luce porta forza ai deboli e salute agli infermi, distruggendo contemporaneamente il male e l'oscurità. Pelor incita spesso i suoi fedeli a combattere attivamente le forze della corruzione, ricordando però le cose essenziali della vita: gentilezza, misericordia e compassione.